# Mendahara Tengah
Mendahara Tengah is een bestuurslaag in het regentschap Tanjung Jabung Timur van de provincie Jambi, Indonesië. Mendahara Tengah telt 3812 inwoners (volkstelling 2010).